# なんばよこやま
なんばよこやま（NAMBA YOKOYAMA）は、かつて吉本興業で活動していたお笑いコンビ。大阪NSC24期生。2002年4月結成、2010年解散。

## メンバー
なんばあさと（本名：難波 麻人、1980年4月8日 - ）
- ボケ担当、立ち位置は向かって左。大阪府寝屋川市出身。血液型O型。
- サッカーが上手い。
- 読書家である。
- 解散後は元ゼミナールキッチンの田中光と元ハレンチトーストの桝本浩二と共に「アボカドランドリ」を結成、2014年の解散後は桝本と難波はコンビ「キャラバン」で、田中はピン芸人「タナカダファミリア」として活動している（グレープカンパニー所属）。

よこやまともかつ（本名：横山 友勝、1980年6月1日 - ）
- ツッコミ担当、立ち位置は向かって右。大阪府寝屋川市出身。血液型A型。
- 趣味はなんばと同じくサッカー。
- 実家は床屋。
- お祭りに対して熱い情熱を持っている。
- Mr.Childrenが大好き。

## 略歴
- 関西大学北陽高等学校の同級生で、サッカー部所属だった。サッカー部出身の同級生には、又吉直樹（ピース）がいる。
- キャッチフレーズは「寝屋川漫才信念隊」。
- 出囃子はザ・コブラツイスターズ「ゼロからの始まり」。
- 2006年のM-1グランプリでは準決勝に進出したため、敗者復活戦に出場することができた。そのため、同じ日にあったbaseよしもとのプレステージ決勝には出ず、敗者復活戦に挑んだ。繰り越しで出場した翌月のプレステージ決勝では1位になり、さらにサライヴWARで6位になり、晴れてサライヴメンバーとなった。（2008年現在はtryメンバー）
- 2008年12月にコンビ名を漢字表記の「難波横山」から平仮名表記の「なんばよこやま」に改名。それに伴い、二人の名前も平仮名表記となった。

## 出演番組
- オールザッツ漫才2004 （毎日放送）
- ねやがWA！パラダイス（J:com北河内）